# Ridin'
Ridin' er en amerikansk hiphop-single af rapperen Chamillionaire, der blev udgivet 12. januar 2006. Hittet blev hans gennembrud og havnede som nummer 1 på Billboard Hot 100 listen. [kilde mangler]
Der er siden hen blevet lavet utalige remixes af sangen. Det mest kendte er "Weird Al" Yankovics parodi White & Nerdy, der blev udgivet den 12. september 2006.